# Pános Katséris
Pános Katséris (grec moderne : Πάνος Κατσέρης), né le 5 juillet 2001 à Athènes en Grèce, est un footballeur grec qui évolue au poste de milieu droit au FC Lorient.

## Biographie

### Débuts et formation
Né à Athènes en Grèce, Pános Katséris évolue dans les équipes de jeunes de l'Atromitos, puis fait sa formation en Italie où il évolue à l'AC Pavie avant de rejoindre l'ASD Nocerina en 2020. Il passe également par le club de Cavese 1919 ou encore de Nuova Florida Calcio entre 2021 et 2022 et finit par signer à l'US Catanzaro lors de cette dernière année.

### US Catanzaro
Le 19 août 2022, le jeune joueur grec s'engage pour 3 ans à l'US Catanzaro, club évoluant alors en Serie C. Le joueur ne prend part qu'à 16 rencontres de championnat au cours de la saison et n'est titularisé qu'à 5 reprises. Il inscrit même le premier but de sa carrière lors de sa première titularisation avec le club italien, dès la première minute de jeu. Son club finit par s'imposer 6 à 1 au cours de ce même match contre la formation de Potenza Calcio. À l'issue de la saison, Pános Katséris et ses coéquipiers terminent à la première position du Groupe C du championnat, signifiant la promotion de leur club en Serie B pour la saison suivante.
En Serie B lors de la saison 2023-2024, le jeune milieu alors replacé dans un poste de défenseur droit, gagne sa place comme titulaire en étant titularisé à 12 reprises avec son club (pour 15 matchs disputés au total) sur la première partie de saison. Grâce à ses performances, il suscite plusieurs intérêts de clubs de Serie A pour le mercato hivernal, notamment de la part du Torino FC.

### FC Lorient
C'est finalement le club du FC Lorient, essayant alors d'obtenir son maintien en Ligue 1, qui finit par signer le joueur de 22 ans pour 4 ans et demi, le 23 janvier 2024. Il devient ainsi le premier joueur grec de l'histoire à porter les couleurs du club breton. Il est titularisé face au Havre pour sa première apparition sous le maillot breton (19e journée, 3-3). Pour sa deuxième apparition, il trouve le chemin des filets face au FC Metz, offrant la victoire aux siens (20e journée, victoire 1-2). Pour sa troisième apparition, il délivre une passe décisive à Mohamed Bamba lors de la réception du stade de Reims (21e journée, victoire 2-0). Il s'impose ainsi dans le onze type de Régis Le Bris, participant à 15 rencontres de championnat sur 16 possibles après son arrivée, pour 13 titularisations, un but et une passe décisive. Au terme de la saison, le FCL est néanmoins relégué en Ligue 2.

## Statistiques
| Saison                | Club                  | Championnat           | Championnat | Championnat | Championnat | Coupe(s) nationale(s) | Coupe(s) nationale(s) | Coupe(s) nationale(s) | Total | Total | Total |
| Saison                | Club                  | Division              | M.          | B.          | P.d.        | M.                    | B.                    | P.d.                  | M.    | B.    | P.d.  |
| 2020-2021             | ASD Nocerina          | Serie D               | 29          | 2           | 6           | -                     | -                     | -                     | 29    | 2     | 6     |
| 2021-2022             | Cavese 1919           | Serie D               | 5           | 0           | 1           | 1                     | 0                     | 0                     | 6     | 0     | 1     |
| 2021-2022             | Nuova Florida Calcio  | Serie D               | 18          | 6           | 1           | -                     | -                     | -                     | 18    | 6     | 1     |
| 2022-2023             | US Catanzaro          | Serie C               | 15          | 1           | 2           | 3                     | 0                     | 1                     | 18    | 1     | 3     |
| 2023-2024             | US Catanzaro          | Serie B               | 15          | 0           | 2           | -                     | -                     | -                     | 15    | 0     | 2     |
| Sous-total            | Sous-total            | Sous-total            | 30          | 1           | 4           | 3                     | 0                     | 1                     | 33    | 1     | 5     |
| 2023-2024             | FC Lorient            | Ligue 1               | 15          | 1           | 1           | -                     | -                     | -                     | 15    | 1     | 1     |
| 2024-2025             | FC Lorient            | Ligue 2               | 22          | 4           | 0           | 3                     | 0                     | 0                     | 25    | 4     | 0     |
| 2025-2026             | FC Lorient            | Ligue 1               | -           | -           | -           | -                     | -                     | -                     | 0     | 0     | 0     |
| Sous-total            | Sous-total            | Sous-total            | 37          | 5           | 1           | 3                     | 0                     | 0                     | 40    | 5     | 1     |
| Total sur la carrière | Total sur la carrière | Total sur la carrière | 119         | 14          | 13          | 7                     | 0                     | 1                     | 126   | 14    | 14    |

## Palmarès
Il est champion de Ligue 2 en 2025 avec le FC Lorient.